# Šeptyc'kyj
Šeptyc'kyj (in ucraino Шептицький?), è una città mineraria dell'oblast' di Leopoli, nell'Ucraina occidentale. Dal 1951 al 2024 la città si chiamava Červonohrad (Червоноград). Fino al 1951 portava il nome ucraino di Kristinopil' (in ucraino Кристинопіль?, in russo Кристинополь?, Kristinopol'), derivati dal polacco Krystynopol'.
Šeptyc'kyj è una città ucraina (64 297 abitanti) nel distretto di Červonohrad, nell'oblast' di Leopoli. Ospita l'amministrazione della comunità territoriale di Červonohrad, una delle comunità territoriali dell'Ucraina.
Fino al 18 luglio 2020 Šeptyc'kyj (al tempo ancora nota come Červonohrad) costituiva una città di rilevanza regionale e apparteneva al Comune di Červonohrad. Come parte della riforma amministrativa dell'Ucraina, che ridusse a sette il numero di distretti dell'oblast' di Leopoli, la città fu integrata nel distretto di Červonohrad.

## Geografia fisica

### Territorio
Si trova a 62 Km a nord di Leopoli, 7 Km da Sokal' e 28 Km a nord-est di Voroniv. È attraversata dal fiume Bug, che proprio a sud della città riceve come affluente il fiume Solokija.

### Clima
Il clima è del tipo moderato continentale. Piove spesso durante tutto l'anno. La temperatura media di gennaio è di -4,1 °C, quella di giugno 18,1 °C. La precipitazione media annua è di 610 mm di pioggia. 

## Amministrazione
Šeptyc'kyj fa parte della municipalità di Červonohrad, (in ucraino Червоноградська міська рада?, assieme alle città di Sosnivka (in ucraino Соснівка?, in russo Сосновка?, Sosnovka) e Hirnyk (in ucraino Гірник?, in russo Горняк?, Gornjak).
È gemellata con la città ungherese di Békéscsaba.

## Popolazione
Negli anni cinquanta la città raggiunge i 12.000 abitanti, quasi tutti impegnati nelle miniere di carbone. Dal 2001, a causa della chiusura di alcune miniere, alcuni abitanti sono emigrati, per lo più in Russia o in Polonia.
Censimenti(*) o stime della popolazione
Evoluzione demografica

## Storia

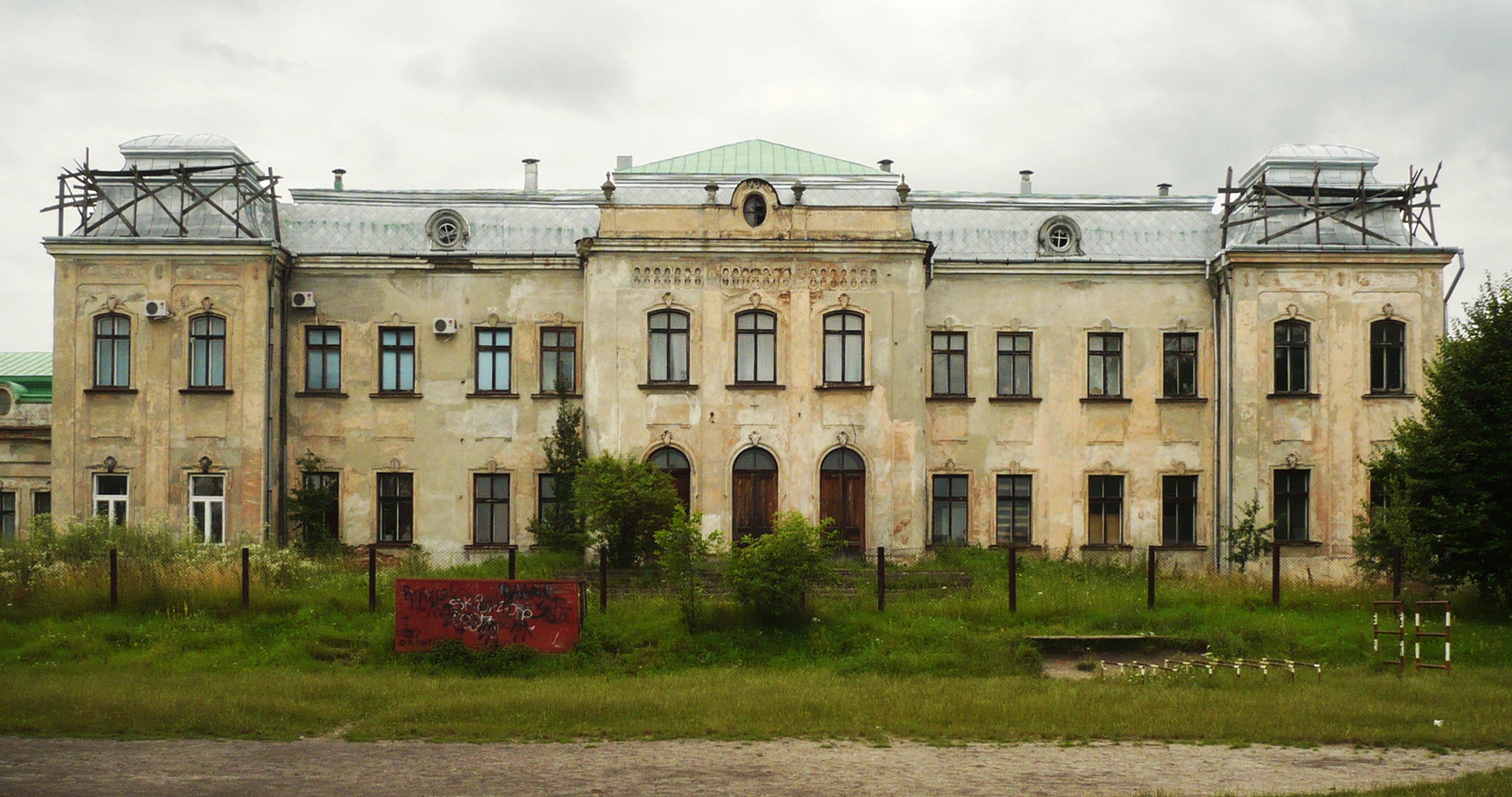
Palazzo Potocki

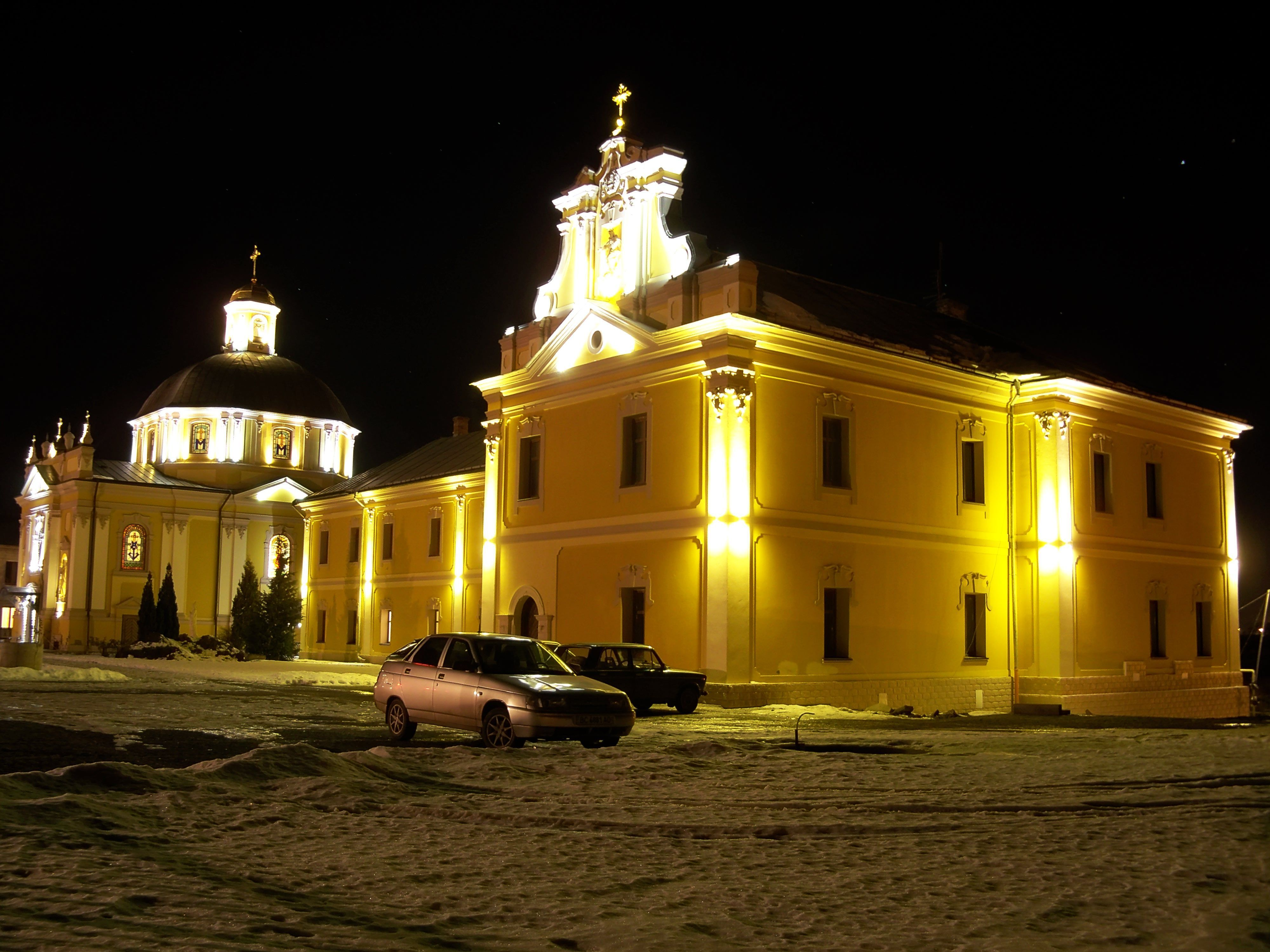
Monastero basiliano

Nel maggio 1685 l'etmano Feliks Kazimierz Potocki, voivoda di Cracovia, acquistò un terreno sulle rive del fiume Bug, dove già esisteva il piccolo villaggio di Novyj Dvir ("Nuovo Giardino"). Qui, nel 1692 fonda una città che intitolò a sua moglie Krystyna Lubomirski (1661-1699). Nel 1760 la città fu visitata anche da Giacomo Casanova.
Potocki sviluppò Krystonopil' come possedimento di famiglia. Dopo la sua morte, avvenuta il 22 settembre 1702, la sua opera fu continuata dal nipote Franz Salezy Potocki che terminò la costruzione del palazzo Potocki e fondò nel 1763 il monastero dei basiliani.
Dopo la spartizione della Polonia nel 1772, Krystonopil' viene incorporata, assieme a tutta la Galizia, tra i possedimenti degli Asburgo austriaci.
Nel 1884 con la costruzione della stazione, la città fu collegata alla ferrovia Jarosław–Kowel. Nel 1915 si aggiunse un nuovo collegamento con la linea ferroviaria Leopoli–Kiwerzi.
Tra le due guerre mondiali, Kristinopil' è polacca. La comunità ebraica, presente nella zona dalla metà del XVIII secolo, comprende 2.200 persone.
Durante la Seconda guerra mondiale viene occupata dai nazisti, che ne deportano nel 1942 la popolazione ebrea nel Campo di sterminio di Bełżec. Il cimitero ebraico si trova nel centro della città, sulla via Ševs'ka.
Nel 1951 passò dalla Polonia all'URSS, come conseguenza del trattato polacco-sovietico di scambio territoriale.
Nel 1956 Kristinopil' è stata ribattezzata Červonohrad.
Dal 1991 fa parte dell'odierna Ucraina.

## Economia
Dal 1951 la città si sviluppò come bacino minerario di carbone. Oltre alle miniere esistono anche una fonderia, alcune segherie, una latteria, calzaturifici e sartorie.
Le miniere ancora attive sono queste:
1) Šachta Červonohrads'ka (Шахта «Червоноградська»)
2) Šachta Velykomostivs'ka (Шахта «Великомостівська»)
3) Šachta Mežyričans'ka (Шахта «Межирічанська»)
4) Šachta Nadija (Шахта «Надія»)
5) Šachta Stepova (Шахта «Степова»)
6) Šachta Lisova (Шахта «Лісова»)
7) Šachta Vidrodžennja (Шахта «Відродження»)
8) Šachta Zarična (Шахта «Зарічна»)
9) Šachta Bizejs'ka (Шахта «Візейська»)